# New Jersey Devils
New Jersey Devils – amerykański klub hokeja na lodzie z siedzibą w Newark (New Jersey), występujący w lidze NHL. Nazwa klubu nawiązuje do miejskiej legendy Diabła z New Jersey.

## Historia
Na początku swej działalności (1974) drużyna miała siedzibę w Kansas City. Występowała pod nazwą Kansas City Scouts. Po zaledwie dwóch latach siedzibę klubu przeniesiono do Denver w stanie Kolorado, zmieniając przy tym jego nazwę na Colorado Rockies. Drużyna grała tam przez 6 lat po czym znowu zmieniono jej siedzibę. W 1982 klub został przeniesiony do stanu New Jersey i przemianowany na New Jersey Devils.  Najlepszy okres "Diabły" miały podczas lat 2000–2004, kiedy to drużyna 2 razy zdobyła Puchar Stanleya.

### Osiągnięcia
- Puchar Stanleya: 1995, 2000, 2003
- Prince of Wales Trophy: 1995, 2000, 2001, 2003, 2012
- Mistrzostwo konferencji: 1997, 1998, 1999, 2001,
- Mistrzostwo dywizji: 1997, 1998, 1999, 2001, 2003, 2006, 2007, 2009, 2010

### Afiliacje
Zespół posiada afiliacje w postaci klubów farmerskich w niższych ligach. Tę funkcję dotąd pełniły w lidze AHL, CHL i (IHL):
- 1982 – 1983 Wichita Wind (CHL)
- 1983 – 1987 Maine Mariners (AHL)
- 1987 – 1993 Utica Devils (AHL)
- 1992 – 1993 Cincinnati Cyclones (IHL)
- 1993 – 2006 Albany River Rats (AHL)
- 2006 – 2010 Lowell Devils (AHL)
- 2010 – 2017 Albany Devils (AHL)
- 2017 – nadal   Binghamton Devils (AHL)

i w niższych klasach rozgrywkowych (wg hockeydb.com)
- 1982 – 1984 Muskegon Mohawks (IHL)
- 1984 – 1986 Fort Wayne Komets (IHL)
- 1986 – 1987 Indianapolis Checkers (IHL)
- 1988 – 1989 Flint Spirits (IHL)
- 1991 – 1992 Cincinnati Cyclones (ECHL)
- 1992 – 1993 Birmingham Bulls (ECHL)
- 1993 – 1998 Raleigh Icecaps (ECHL)
- 1994 – 1995 Flint Generals (UHL)
- 1998 – 1999 Augusta Lynx (ECHL)
- 2007 – 2011 Trenton Devils (ECHL)

### Lodowisko
Po przeniesieniu klubu w roku 1982 do stanu New Jersey zespół występował w mogącej pomieścić 19 040 widzów hali Continental Airlines Arena znajdującej się w East Rutherford. W roku 2007 zespół przeniósł się do Newark do nowo otwartej hali Prudential Center mogącej pomieścić 16 514 widzów.

## Sezon po sezonie
| Ostatnie sezony | Ostatnie sezony | Ostatnie sezony | Ostatnie sezony | Ostatnie sezony | Ostatnie sezony | Ostatnie sezony | Ostatnie sezony | Ostatnie sezony | Ostatnie sezony | Ostatnie sezony | Ostatnie sezony | Ostatnie sezony | Ostatnie sezony         |
| Sezon           | Konferencja     | Miejsce         | Dywizja         | Miejsce         | Mecze           | Z               | P               | R               | PK              | Pkt             | ZB              | SB              | Wyniki play-off         |
| --------------- | --------------- | --------------- | --------------- | --------------- | --------------- | --------------- | --------------- | --------------- | --------------- | --------------- | --------------- | --------------- | ----------------------- |
|                 |                 |                 |                 |                 |                 |                 |                 |                 |                 |                 |                 |                 |                         |
| 2019–20         | Wschodnia       | 14              | Metropolitalna  | 8               | 691             | 28              | 29              | –               | 12              | 68              | 189             | 230             | Nie zakwalifikowała się |
|                 |                 |                 |                 |                 |                 |                 |                 |                 |                 |                 |                 |                 |                         |
| 2018–19         | Wschodnia       | 15              | Metropolitalna  | 8               | 82              | 31              | 41              | –               | 10              | 72              | 222             | 275             | Nie zakwalifikowała się |
|                 |                 |                 |                 |                 |                 |                 |                 |                 |                 |                 |                 |                 |                         |
| 2017–18         | Wschodnia       | 8               | Metropolitalna  | 5               | 82              | 44              | 29              | –               | 9               | 97              | 248             | 244             | Porażka z Lightning 1-4 |
|                 |                 |                 |                 |                 |                 |                 |                 |                 |                 |                 |                 |                 |                         |
| 2016–17         | Wschodnia       | 16              | Metropolitalna  | 8               | 82              | 28              | 40              | –               | 14              | 70              | 183             | 244             | Nie zakwalifikowała się |
|                 |                 |                 |                 |                 |                 |                 |                 |                 |                 |                 |                 |                 |                         |
| 2015–16         | Wschodnia       | 12              | Metropolitalna  | 7               | 82              | 38              | 36              | –               | 8               | 84              | 184             | 208             | Nie zakwalifikowała się |

| Sezony od 2010/2011 do 2014/2015 | Sezony od 2010/2011 do 2014/2015 | Sezony od 2010/2011 do 2014/2015 | Sezony od 2010/2011 do 2014/2015 | Sezony od 2010/2011 do 2014/2015 | Sezony od 2010/2011 do 2014/2015 | Sezony od 2010/2011 do 2014/2015 | Sezony od 2010/2011 do 2014/2015 | Sezony od 2010/2011 do 2014/2015 | Sezony od 2010/2011 do 2014/2015 | Sezony od 2010/2011 do 2014/2015 | Sezony od 2010/2011 do 2014/2015 | Sezony od 2010/2011 do 2014/2015 | Sezony od 2010/2011 do 2014/2015                                                                           |
| Sezon                            | Konferencja                      | Miejsce                          | Dywizja                          | Miejsce                          | Mecze                            | Z                                | P                                | R                                | PK                               | Pkt                              | ZB                               | SB                               | Wyniki play-off                                                                                            |
| -------------------------------- | -------------------------------- | -------------------------------- | -------------------------------- | -------------------------------- | -------------------------------- | -------------------------------- | -------------------------------- | -------------------------------- | -------------------------------- | -------------------------------- | -------------------------------- | -------------------------------- | --- |
|                                  |                                  |                                  |                                  |                                  |                                  |                                  |                                  |                                  |                                  |                                  |                                  |                                  | |
| 2014–15                          | Wschodnia                        | 13                               | Metropolitalna                   | 7                                | 82                               | 32                               | 36                               | –                                | 14                               | 78                               | 181                              | 216                              | Nie zakwalifikowała się                                                                                    |
|                                  |                                  |                                  |                                  |                                  |                                  |                                  |                                  |                                  |                                  |                                  |                                  |                                  | |
| 2013–14                          | Wschodnia                        | 10                               | Metropolitalna                   | 6                                | 82                               | 35                               | 29                               | –                                | 18                               | 88                               | 197                              | 208                              | Nie zakwalifikowała się                                                                                    |
|                                  |                                  |                                  |                                  |                                  |                                  |                                  |                                  |                                  |                                  |                                  |                                  |                                  | |
| 2012–13                          | Wschodnia                        | 11                               | Atlantycka                       | 5                                | 48                               | 19                               | 19                               | –                                | 10                               | 48                               | 112                              | 129                              | Nie zakwalifikowała się                                                                                    |
|                                  |                                  |                                  |                                  |                                  |                                  |                                  |                                  |                                  |                                  |                                  |                                  |                                  | |
| 2011–12                          | Wschodnia                        | 6                                | Atlantycka                       | 4                                | 82                               | 48                               | 28                               | –                                | 6                                | 102                              | 228                              | 202                              | Zwycięstwo z Panthers 4-3 Zwycięstwo z Flyers 4-1 Zwycięstwo z Rangers 4-2 Porażka z Los Angeles Kings 2-4 |
|                                  |                                  |                                  |                                  |                                  |                                  |                                  |                                  |                                  |                                  |                                  |                                  |                                  | |
| 2010–11                          | Wschodnia                        | 11                               | Atlantycka                       | 4                                | 82                               | 38                               | 39                               | –                                | 5                                | 81                               | 174                              | 209                              | Nie zakwalifikowała się                                                                                    |

| Sezony od 1982/1983 do 2009/2010 | Sezony od 1982/1983 do 2009/2010     | Sezony od 1982/1983 do 2009/2010     | Sezony od 1982/1983 do 2009/2010     | Sezony od 1982/1983 do 2009/2010     | Sezony od 1982/1983 do 2009/2010     | Sezony od 1982/1983 do 2009/2010     | Sezony od 1982/1983 do 2009/2010     | Sezony od 1982/1983 do 2009/2010     | Sezony od 1982/1983 do 2009/2010     | Sezony od 1982/1983 do 2009/2010     | Sezony od 1982/1983 do 2009/2010     | Sezony od 1982/1983 do 2009/2010     | Sezony od 1982/1983 do 2009/2010                                                                           |
| Sezon                            | Konferencja                          | Miejsce                              | Dywizja                              | Miejsce                              | Mecze                                | Z                                    | P                                    | R                                    | PK                                   | Pkt                                  | ZB                                   | SB                                   | Wyniki play-off                                                                                            |
| -------------------------------- | ------------------------------------ | ------------------------------------ | ------------------------------------ | ------------------------------------ | ------------------------------------ | ------------------------------------ | ------------------------------------ | ------------------------------------ | ------------------------------------ | ------------------------------------ | ------------------------------------ | ------------------------------------ | --- |
|                                  |                                      |                                      |                                      |                                      |                                      |                                      |                                      |                                      |                                      |                                      |                                      |                                      | |
| 2009–10                          | Wschodnia                            | 2                                    | Atlantycka                           | 1                                    | 82                                   | 48                                   | 27                                   | –                                    | 7                                    | 103                                  | 216                                  | 186                                  | Porażka z Flyers 1-4                                                                                       |
|                                  |                                      |                                      |                                      |                                      |                                      |                                      |                                      |                                      |                                      |                                      |                                      |                                      | |
| 2008–09                          | Wschodnia                            | 3                                    | Atlantycka                           | 1                                    | 82                                   | 51                                   | 27                                   | –                                    | 4                                    | 106                                  | 244                                  | 209                                  | Porażka z Hurricanes 3–4                                                                                   |
|                                  |                                      |                                      |                                      |                                      |                                      |                                      |                                      |                                      |                                      |                                      |                                      |                                      | |
| 2007–08                          | Wschodnia                            | 4                                    | Atlantycka                           | 2                                    | 82                                   | 46                                   | 29                                   | –                                    | 7                                    | 99                                   | 206                                  | 197                                  | Porażka z Rangers 1-4                                                                                      |
|                                  |                                      |                                      |                                      |                                      |                                      |                                      |                                      |                                      |                                      |                                      |                                      |                                      | |
| 2006–07                          | Wschodnia                            | 2                                    | Atlantycka                           | 1                                    | 82                                   | 49                                   | 24                                   | –                                    | 9                                    | 107                                  | 216                                  | 201                                  | Zwycięstwo z Lightning 4-2 Porażka z Senators 1-4                                                          |
|                                  |                                      |                                      |                                      |                                      |                                      |                                      |                                      |                                      |                                      |                                      |                                      |                                      | |
| 2005–06                          | Wschodnia                            | 3                                    | Atlantycka                           | 1                                    | 82                                   | 46                                   | 27                                   | –                                    | 9                                    | 101                                  | 242                                  | 229                                  | Zwycięstwo z Rangers 4-0 Porażka z Hurricanes 1-4                                                          |
|                                  |                                      |                                      |                                      |                                      |                                      |                                      |                                      |                                      |                                      |                                      |                                      |                                      | |
| 2004–05                          | sezon nie odbył się z powodu lokautu | sezon nie odbył się z powodu lokautu | sezon nie odbył się z powodu lokautu | sezon nie odbył się z powodu lokautu | sezon nie odbył się z powodu lokautu | sezon nie odbył się z powodu lokautu | sezon nie odbył się z powodu lokautu | sezon nie odbył się z powodu lokautu | sezon nie odbył się z powodu lokautu | sezon nie odbył się z powodu lokautu | sezon nie odbył się z powodu lokautu | sezon nie odbył się z powodu lokautu | sezon nie odbył się z powodu lokautu                                                                       |
|                                  |                                      |                                      |                                      |                                      |                                      |                                      |                                      |                                      |                                      |                                      |                                      |                                      | |
| 2003–04                          | Wschodnia                            | 6                                    | Atlantycka                           | 2                                    | 82                                   | 43                                   | 25                                   | 12                                   | 2                                    | 100                                  | 213                                  | 164                                  | Porażka z Flyers 1-4                                                                                       |
|                                  |                                      |                                      |                                      |                                      |                                      |                                      |                                      |                                      |                                      |                                      |                                      |                                      | |
| 2002–03                          | Wschodnia                            | 2                                    | Atlantycka                           | 1                                    | 82                                   | 46                                   | 20                                   | 10                                   | 6                                    | 108                                  | 216                                  | 166                                  | Zwycięstwo z Bruins 4-1 Zwycięstwo z Lightning 4=1 Zwycięstwo z Senators 4-3 Zwycięstwo z Ducks 4-3        |
|                                  |                                      |                                      |                                      |                                      |                                      |                                      |                                      |                                      |                                      |                                      |                                      |                                      | |
| 2001–02                          | Wschodnia                            | 6                                    | Atlantycka                           | 3                                    | 82                                   | 41                                   | 28                                   | 9                                    | 4                                    | 95                                   | 205                                  | 187                                  | Porażka z Hurricanes 2-4                                                                                   |
|                                  |                                      |                                      |                                      |                                      |                                      |                                      |                                      |                                      |                                      |                                      |                                      |                                      | |
| 2000–01                          | Wschodnia                            | 1                                    | Atlantycka                           | 1                                    | 82                                   | 48                                   | 19                                   | 12                                   | 3                                    | 111                                  | 295                                  | 195                                  | Zwycięstwo z Hurricanes 4-2 Zwycięstwo z Maple Leafs 4-3 Zwycięstwo z Penguins 4-1 Porażka z Avalanche 3-4 |
|                                  |                                      |                                      |                                      |                                      |                                      |                                      |                                      |                                      |                                      |                                      |                                      |                                      | |
| 1999–00                          | Wschodnia                            | 4                                    | Atlantycka                           | 2                                    | 82                                   | 45                                   | 24                                   | 8                                    | 5                                    | 103                                  | 251                                  | 203                                  | Zwycięstwo z Panthers 4-0 Zwycięstwo z Maple Leafs 4-2 Zwycięstwo z Flyers 4-3 Zwycięstwo z Stars 4-2      |
|                                  |                                      |                                      |                                      |                                      |                                      |                                      |                                      |                                      |                                      |                                      |                                      |                                      | |
| 1998–99                          | Wschodnia                            | 1                                    | Atlantycka                           | 1                                    | 82                                   | 47                                   | 24                                   | 11                                   | –                                    | 105                                  | 248                                  | 196                                  | Porażka z Penguins 3-4                                                                                     |
|                                  |                                      |                                      |                                      |                                      |                                      |                                      |                                      |                                      |                                      |                                      |                                      |                                      | |
| 1997–98                          | Wschodnia                            | 1                                    | Atlantycka                           | 1                                    | 82                                   | 48                                   | 23                                   | 11                                   | –                                    | 107                                  | 225                                  | 166                                  | Porażka z Senators 2-4                                                                                     |
|                                  |                                      |                                      |                                      |                                      |                                      |                                      |                                      |                                      |                                      |                                      |                                      |                                      | |
| 1996–97                          | Wschodnia                            | 1                                    | Atlantycka                           | 1                                    | 82                                   | 45                                   | 23                                   | 14                                   | –                                    | 104                                  | 231                                  | 182                                  | Zwycięstwo z Canadiens 4-1 Porażka z Rangers 1-4                                                           |
|                                  |                                      |                                      |                                      |                                      |                                      |                                      |                                      |                                      |                                      |                                      |                                      |                                      | |
| 1995–96                          | Wschodnia                            | 9                                    | Atlantycka                           | 6                                    | 82                                   | 37                                   | 33                                   | 12                                   | –                                    | 86                                   | 215                                  | 202                                  | Nie zakwalifikowała się                                                                                    |
|                                  |                                      |                                      |                                      |                                      |                                      |                                      |                                      |                                      |                                      |                                      |                                      |                                      | |
| 1994–95                          | Wschodnia                            | 5                                    | Atlantycka                           | 2                                    | 48                                   | 22                                   | 18                                   | 8                                    | –                                    | 52                                   | 136                                  | 121                                  | Zwycięstwo z Bruins 4-1 Zwycięstwo z Penguins 4-1 Zwycięstwo z Flyers 4-2 Zwycięstwo z Red Wings 4-0       |
|                                  |                                      |                                      |                                      |                                      |                                      |                                      |                                      |                                      |                                      |                                      |                                      |                                      | |
| 1993–94                          | Wschodnia                            | 2                                    | Atlantycka                           | 2                                    | 84                                   | 47                                   | 25                                   | 12                                   | –                                    | 106                                  | 306                                  | 220                                  | Zwycięstwo z Sabres 4-3 Zwycięstwo z Bruins 4-2 Porażka z New York Rangers 3-4                             |
|                                  |                                      |                                      |                                      |                                      |                                      |                                      |                                      |                                      |                                      |                                      |                                      |                                      | |
| 1992–93                          | Wales                                | 6                                    | Patrick                              | 4                                    | 84                                   | 40                                   | 37                                   | 7                                    | –                                    | 87                                   | 308                                  | 299                                  | Porażka z Penguins 1-4                                                                                     |
|                                  |                                      |                                      |                                      |                                      |                                      |                                      |                                      |                                      |                                      |                                      |                                      |                                      | |
| 1991–92                          | Wales                                | 4                                    | Patrick                              | 4                                    | 80                                   | 38                                   | 31                                   | 11                                   | –                                    | 87                                   | 289                                  | 259                                  | Porażka z Rangers 3-4                                                                                      |
|                                  |                                      |                                      |                                      |                                      |                                      |                                      |                                      |                                      |                                      |                                      |                                      |                                      | |
| 1990–91                          | Wales                                | 7                                    | Patrick                              | 4                                    | 80                                   | 32                                   | 33                                   | 15                                   | –                                    | 79                                   | 272                                  | 264                                  | Porażka z Penguins 3-4                                                                                     |
|                                  |                                      |                                      |                                      |                                      |                                      |                                      |                                      |                                      |                                      |                                      |                                      |                                      | |
| 1989–90                          | Wales                                | 6                                    | Patrick                              | 2                                    | 80                                   | 37                                   | 34                                   | 9                                    | –                                    | 83                                   | 295                                  | 288                                  | Porażka z Capitals 2-4                                                                                     |
|                                  |                                      |                                      |                                      |                                      |                                      |                                      |                                      |                                      |                                      |                                      |                                      |                                      | |
| 1988–89                          | Wales                                | 9                                    | Patrick                              | 5                                    | 80                                   | 27                                   | 41                                   | 12                                   | –                                    | 66                                   | 281                                  | 325                                  | Nie zakwalifikowała się                                                                                    |
|                                  |                                      |                                      |                                      |                                      |                                      |                                      |                                      |                                      |                                      |                                      |                                      |                                      | |
| 1987–88                          | Wales                                | 7                                    | Patrick                              | 4                                    | 80                                   | 38                                   | 36                                   | 6                                    | –                                    | 82                                   | 295                                  | 296                                  | Zwycięstwo z Islanders 4-2 Zwycięstwo z Capitals 4-3 Porażka z Bruins 3-4                                  |
|                                  |                                      |                                      |                                      |                                      |                                      |                                      |                                      |                                      |                                      |                                      |                                      |                                      | |
| 1986–87                          | Wales                                | 11                                   | Patrick                              | 6                                    | 80                                   | 29                                   | 45                                   | 6                                    | –                                    | 64                                   | 293                                  | 368                                  | Nie zakwalifikowała się                                                                                    |
|                                  |                                      |                                      |                                      |                                      |                                      |                                      |                                      |                                      |                                      |                                      |                                      |                                      | |
| 1985–86                          | Wales                                | 11                                   | Patrick                              | 6                                    | 80                                   | 28                                   | 49                                   | 3                                    | –                                    | 59                                   | 300                                  | 374                                  | Nie zakwalifikowała się                                                                                    |
|                                  |                                      |                                      |                                      |                                      |                                      |                                      |                                      |                                      |                                      |                                      |                                      |                                      | |
| 1984–85                          | Wales                                | 10                                   | Patrick                              | 5                                    | 80                                   | 22                                   | 48                                   | 10                                   | –                                    | 54                                   | 264                                  | 346                                  | Nie zakwalifikowała się                                                                                    |
|                                  |                                      |                                      |                                      |                                      |                                      |                                      |                                      |                                      |                                      |                                      |                                      |                                      | |
| 1983–84                          | Wales                                | 10                                   | Patrick                              | 5                                    | 80                                   | 17                                   | 56                                   | 7                                    | –                                    | 41                                   | 231                                  | 350                                  | Nie zakwalifikowała się                                                                                    |
|                                  |                                      |                                      |                                      |                                      |                                      |                                      |                                      |                                      |                                      |                                      |                                      |                                      | |
| 1982–83                          | Wales                                | 9                                    | Patrick                              | 5                                    | 80                                   | 17                                   | 49                                   | 14                                   | –                                    | 48                                   | 230                                  | 338                                  | Nie zakwalifikowała się                                                                                    |
|                                  |                                      |                                      |                                      |                                      |                                      |                                      |                                      |                                      |                                      |                                      |                                      |                                      | |

Legenda:

Z = Zwycięstwa, P = Porażki, R = Remisy (do sezonu 2004/2005), PK = Przegrane po dogrywce lub karnych, Pkt = Punkty, ZB = Bramki zdobyte, SB = Bramki stracone
| Puchar Stanleya | Mistrz Konferencji | Mistrz Dywizji | Awans do play-off | Presidents’ Trophy |

- 1 Sezon zasadniczy ze względu na epidemię koronawirusa został przerwany a następnie zakończony.

## Zawodnicy
W drużynie z New Jersey występowało wielu wybitnych graczy takich jak: Wiaczesław Fietisow, Siergiej Brylin, Peter Šťastný, Jason Arnott, Bobby Carpenter, Ken Daneyko, Doug Gilmour, Bobby Holik, Tom Kurvers, Claude Lemieux, John MacLean, Scott Niedermayer, Scott Stevens, Aleksandr Mogilny Martin Brodeur, Petr Sykora, Brian Rolston oraz Pat Verbeek. W ostatnich latach najbardziej doceniani byli: Patrik Elias, Jamie Langenbrunner, Martin Brodeur, Brian Gionta, John Madden, Zach Parise oraz Jay Pandolfo.

### Kapitanowie drużyny
- Don Lever (1982–1984)
- Mel Bridgman (1984–1987)
- Kirk Muller (1987–1991)
- Bruce Driver (1991–1992)
- Scott Stevens (1992–2004)
- Scott Niedermayer (2004)
- Patrik Eliáš (2006–2007)
- Jamie Langenbrunner (2007–2011)
- Zach Parise (2011–2012)
- Bryce Salvador (2013–2015)
- Andy Greene (2015–)

### Numery zastrzeżone
| Numer | Zawodnik          | Pozycja                        | Kariera                        | Data zastrzeżenia              |
| ----- | ----------------- | ------------------------------ | ------------------------------ | ------------------------------ |
| 3     | Ken Daneyko       | Obrońca                        | 1983-2003                      | 24 marca 2006                  |
| 4     | Scott Stevens     | Obrońca                        | 1991-2005                      | 3 lutego 2006                  |
| 26    | Patrik Eliáš      | Lewoskrzydłowy                 | 1994-2016                      | 24 lutego 2018                 |
| 27    | Scott Niedermayer | Obrońca                        | 1991-2004                      | 16 grudnia 2011                |
| 30    | Martin Brodeur    | Bramkarz                       | 1990-2014                      | 9 lutego 2016                  |
|       |                   |                                |                                |                                |
| 99    | Wayne Gretzky     | Zastrzeżony dla całej ligi NHL | Zastrzeżony dla całej ligi NHL | Zastrzeżony dla całej ligi NHL |

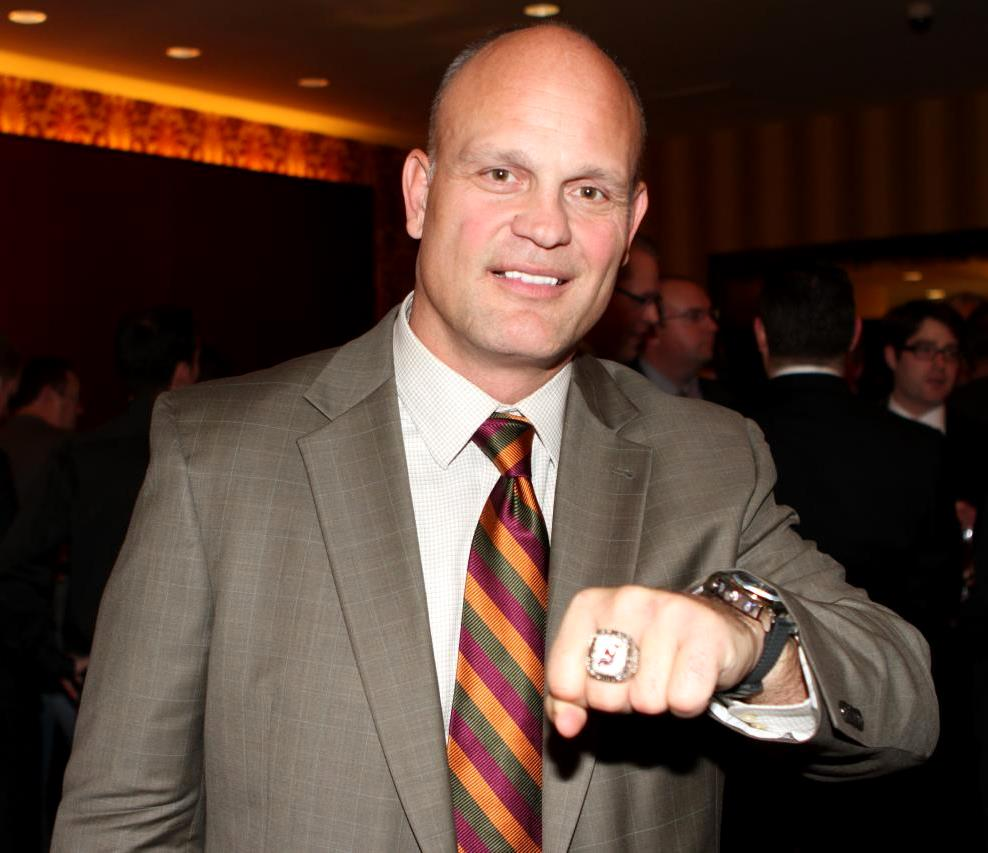
K.Daneyko
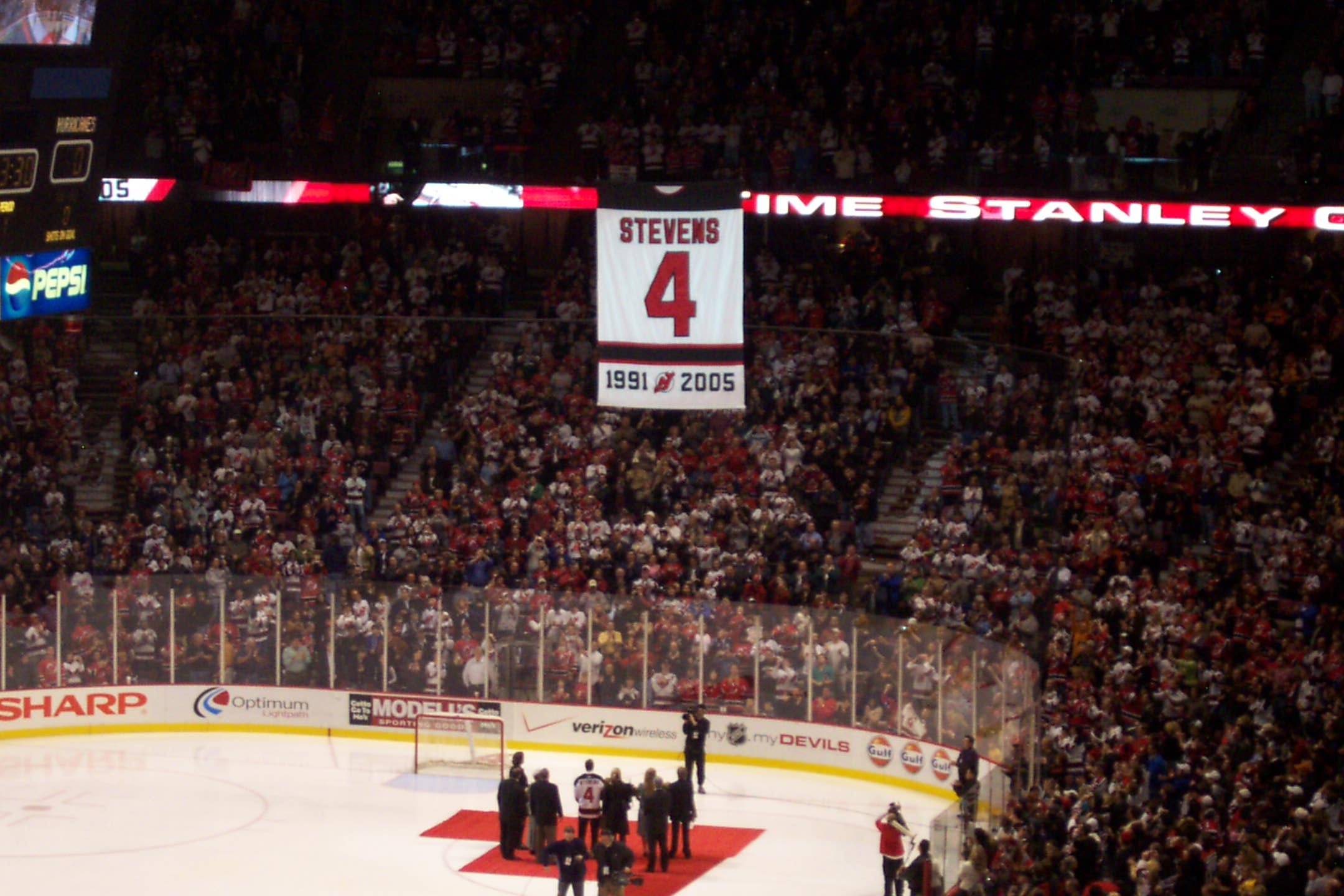
Uroczystość zastrzeżenia numeru S.Stevensa
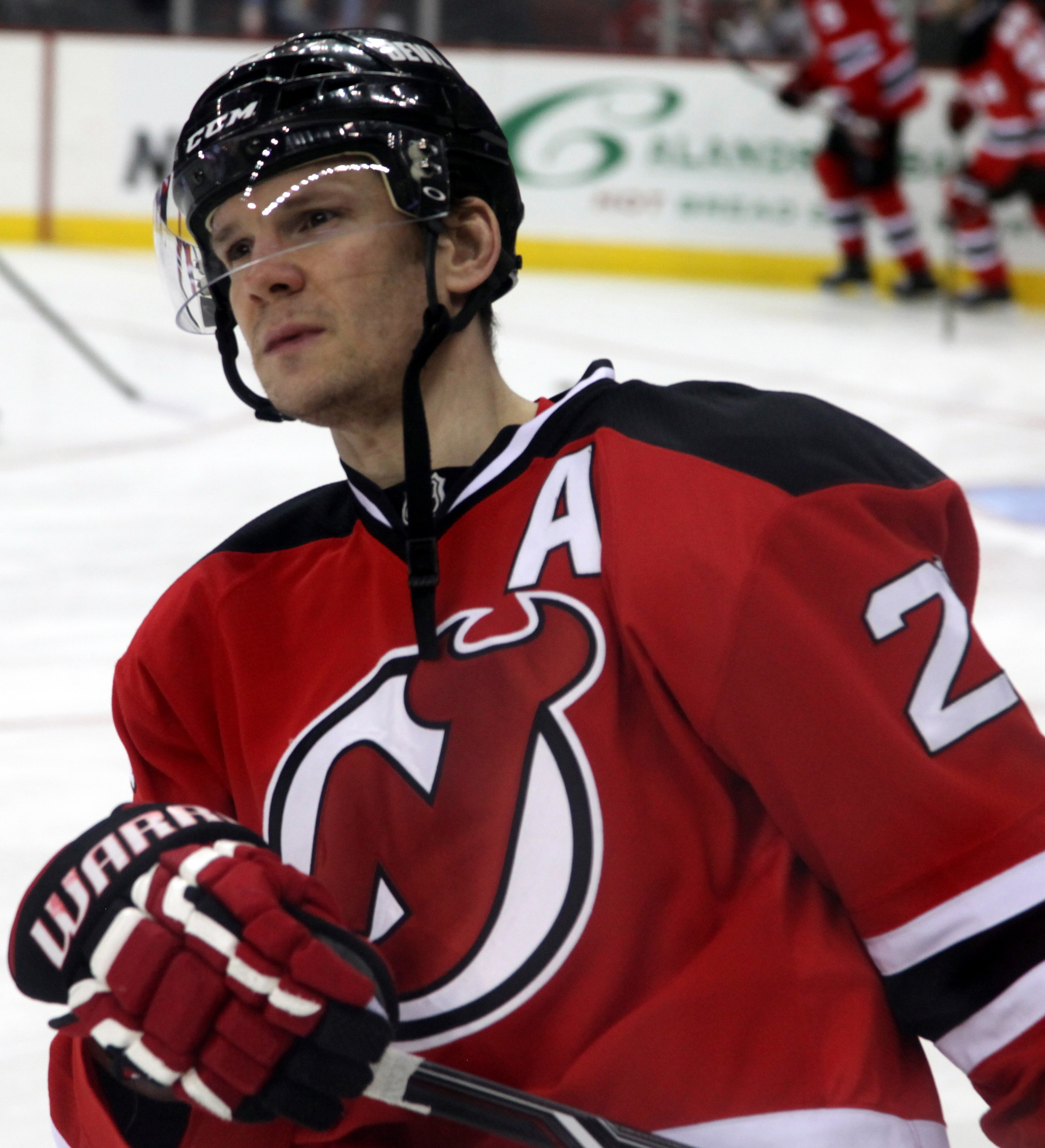
P.Eliáš
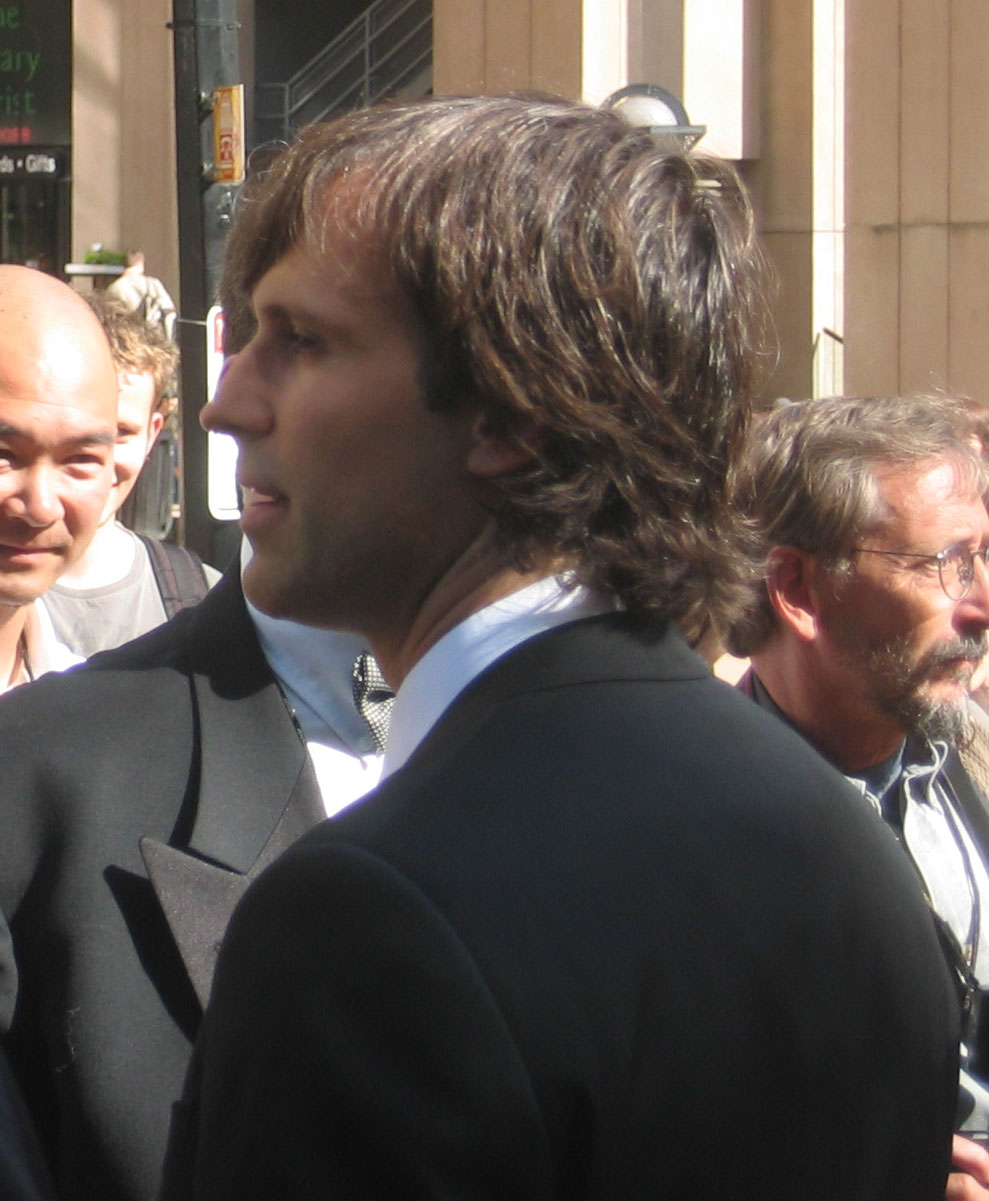
S.Niedermayer
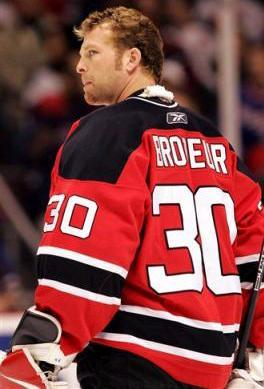
M.Brodeur